# Sport à Namur
Capitale de la Wallonie, Namur est la terre d'accueil ainsi que le berceau d'acteurs du paysage sportif belge et parfois même internationaux.

## Clubs évoluant au plus haut niveau de leur sport, soit en division 1
| Club                  | Sport           | Fondé en | Ligue      | Stade             |
| --------------------- | --------------- | -------- | ---------- | ----------------- |
| Basket Namur-Capitale | Basket-ball     | 2010     | Division 1 | Hall Octave Henry |
| Namur Angels          | Baseball        | 1989     | Division 1 | Wépion            |
| TT Malonne            | Tennis de table | 1970     | National A | Malonne           |
| TT VedriNamur         | Tennis de table | 1970     | National A | Vedrin            |

Les clubs repris dans ce tableau évoluent au plus haut niveau de leur sport en Belgique (division 1).

## Liste des clubs
- Sambre et Meuse Athlétique Club (athlétisme)
- Namur Angels (baseball)
- BC Namur-Capitale (basket)
- Dexia Namur (basket)
- Union Royale Namur (basket)
- New BC Alsavin Belgrade
- Basket Club Loyers (basket)
- Union Royale Namur (football)
- Royale Entente Sportive Jamboise (football)
- Wallonia Association Namur (football)
- Étoile Jaune d'Erpent (football)
- Royal Arquet Football Club (football)
- Royal Hockey Club Namur (hockey sur gazon)
- Royal Club Nautique Sambre et Meuse (Aviron, Tennis, Voile)
- Namur Olympic Club (natation)
- Rugby Namur XV (Rugby)
- TC de la Citadelle (tennis)
- Namur Volley (Volley)

## Infrastructure
- Aérodrome de Namur (parachutisme, planeur, aviation)
- Be Bloc (salle d'escalade de 700 m2)
- Complexes footballistiques de Flawinne et de Jambes Mascaux
- Hall Octave Henry (1 500 places)
- Piscine communale de Jambes (25 m x 15 m et 15 m x 6 m)
- Piscine communale de Salzinnes (25 m x 14,5 m et 14 m x 8 m) (fermée)
- Piscine communale de Saint-Servais (25 m x 15 m et 15 m x 6 m)
- Roc évasion (salle d'escalade de 1 100 m2)
- Stade communal de Namur (3 500 places, désaffecté en 2023)
- Stade ADEPS de Jambes (2 500 places dont 1 500 assises)

## Principales compétitions nationales ou internationales
- Belgian Open de Tennis en fauteuil roulant – Tennis – Tennis Club de Géronsart[1]
- Coupe du Monde de cyclo-cross (UCI) – Cyclo-cross - une manche se tient à la Citadelle
- Motocross Grand prix of Belgium (1950 à 2007):  chaque premier weekend d'aout, entre 20 et 50 000 spectateurs se rassemblaient pour supporter les stars belges du motocross. Joel Robert, Roger Decoster, Gaston Rahier, André Malherbe, Georges Jobé, Eric Goeboers & Stefan Everts ont brillé sur ce circuit atypique, surnommé le Monaco du motocross[2].
- Grand prix de Wallonie - Cyclisme
- Marathon international de Namur[3]
- Tour de France (ville étape en 1952-1955-1959-2004)
- Rallye de Wallonie – Rallye automobile
- Xterra Belgium[4]

## Disciplines

### Athlétisme

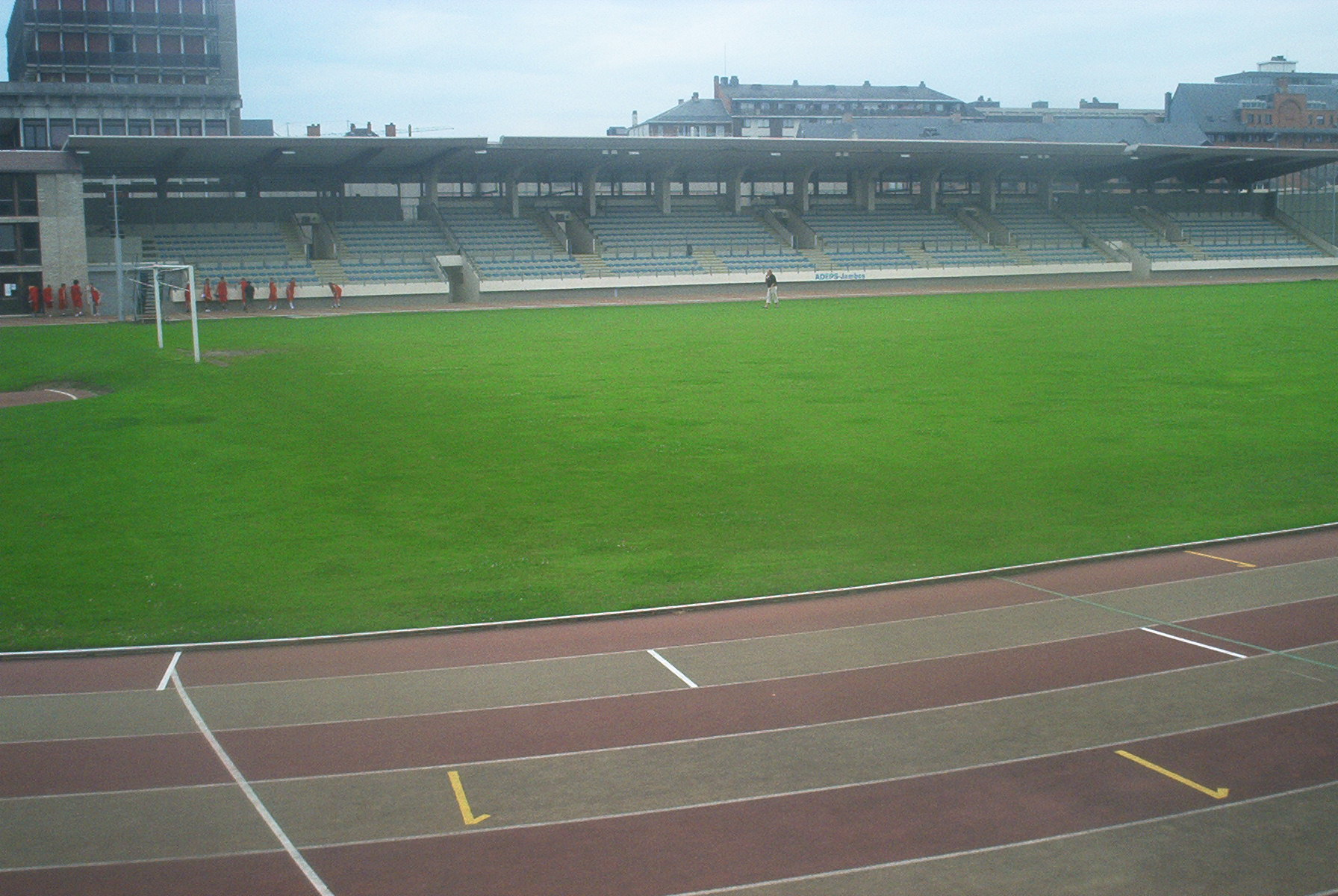
Le stade ADEPS de Jambes

Autrefois, on pouvait trouver deux clubs d'athlétisme la section de l'Union Royale Namur et la section athlétisme de l'Entente Sportive Jamboise.
Ces deux clubs fusionnèrent en 1974 et formèrent le Sambre et Meuse Athlétique Club ou SMAC Namur.

#### Principaux clubs de Namur et de son agglomération
- Sambre et Meuse Athlétique Club

#### Infrastructure
- Stade ADEPS de Jambes (4000 places dont 1500 assises)

### Aviron
- Royal Club Nautique Sambre et Meuse

Fondé en août 1862 par le peintre, dessinateur namurois Félicien Rops, le RCNSM est un des plus anciens clubs de sport namurois. Il porte le matricule 2, soit le deuxième cercle d'aviron ouvert en Belgique après le Royal Sport Nautique de la Meuse, à Liège.
Il était à l'origine sur les bordures du quai de Meuse jambois, où il proposait principalement du « canotage » mais il introduisit également dans la capitale wallonne : du tennis (1883), de la voile (1870) et d'autre sport comme l'escrime (1870), le tir (1870), le cyclisme (1870), la gymnastique, la boxe anglaise (1909), le basket-ball (1939).
Aujourd'hui, le club est situé à Wépion en bord de Meuse, où il est divisé en trois sections : Aviron, Tennis et Voile.
En 2012, le Royal célébra son 150e anniversaire au Grognon, en organisant la coupe de la LFA. Elle fut marquée par le départ de la dernière course en Huit, donné par un coup de canon de la citadelle.
Parmi les rameurs du Royal, plusieurs ramèneront de multiples titres nationaux et feront partie de l'équipe nationale belge.

### Baseball
Les Namur Angels sont le seul représentant du baseball wallon en division 1, le club remporta d’ailleurs le titre en 1998.

#### Principaux clubs de Namur et de son agglomération
- Namur Angels

### Basket-ball
Namur occupe une grande place dans le basket-ball belge, mais surtout au niveau féminin que masculin où le meilleur club fut l'Union Royale Namur, fruit de la fusion entre le RA Salzinnes, ancien pensionnaire de la division 1 et l' Athénéum qui fut pour la plupart du temps dans l'ombre du club jusqu'en 1975 où il fusionne avec.
Par la suite, le club formé prend le nom de l'UR Namur puisqu'un accord est fait avec le club de football local de l'Union Royale Namur.
Débutant en division 3, le club rejoint très vite la division 1 mais après c'est la descente aux enfers et le club se retrouve en division 4 puis sombre dans la division provinciale avant de disparaître en 2010.
Mais les clubs de RA Salines, Athénéum ou de l'UR Namur ont tout à envier aux formations tels qu'au Dexia Namur, anciennement BCSS Namur aujourd'hui BC Namur-Capitale, clubs représentant la ville dans le basket féminin.
Un basket féminin qui fut partiellement dominé par le Dexia Namur qui remporta en tout 17 titres de champion de Belgique ainsi que 11 Coupe de Belgique.
Soit 28 titres nationaux, mais pour des raisons sportives et économiques, le club fusionne avec son plus grand rival, le Novia Namur en 2010.
Ces deux clubs forment en collaboration avec Belfius, leur plus gros partenaire, le BC Namur-Capitale, une formation qui a pour but de dominer le basket-ball féminin en Belgique mais aussi de réaliser de bons résultats en Coupe d'Europe.

#### Principaux clubs de Namur et de son agglomération

##### Masculin
- BC New Belgrade (Division 3)
- BBC Loyers (Division 3)

##### Féminin
- BC Namur-Capitale (Division 1)

##### disparus
- Novia Namur en 2010
- Dexia Namur en 2010
- UR Namur en 2010

### Football

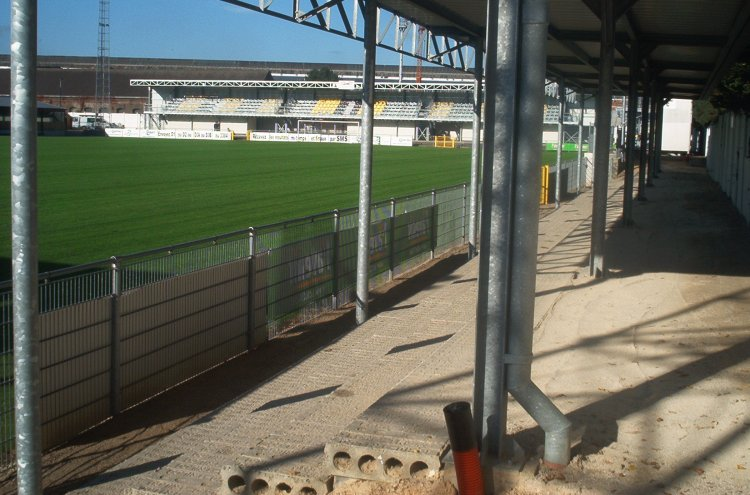
Le stade des Bas-Prés, aujourd'hui fermé

Au niveau du football, la ville de Namur n'a jamais eu de représentants en division 1, ce qui peut paraître bizarre étant donné le statut de la ville comme chef-lieu de la Province de Namur ainsi que de capitale de la Région wallonne. En effet, Anvers, Gand, Bruxelles, Liège, Charleroi, Bruges, Louvain, Mons ou encore Malines qui sont quelques grandes villes du pays, ont tous eu des représentants dans l'élite du football belge.
Malgré cela, le football apparaît assez tôt puisque le premier club de la ville, l'Union Royale Namur fut vraisemblablement fondé en 1905, les origines étant très floues, et il est à ce jour le matricule 156 de l'URBSFA.
Le club, surnommé les Merles, est le redoutable rival de l'autre club de la ville, la Royale Entente Sportive Jamboise qui évolua en division 4 ainsi qu'en D3 avant de disparaître en 1989.
Depuis, l'Union Royale Namur est le seul club majeur de football à Namur, et évolue aujourd'hui en Division 1 amateur (division 3).

#### Principaux clubs de Namur et de son agglomération
- Union Royale Namur (Division 1 ACFF - 3ème niveau national)
- R.U.S. Loyers (Division 3 ACFF - 5ème niveau national)
- R. Arquet FC (Division 3 ACFF - 5ème niveau national)
- C.S. Wépion (1ère division provinciale)

#### disparus
- Royale Entente Sportive Jamboise en 1989
- Wallonia Association Namur en 1941